# Psychotria kupensis
Psychotria kupensis là một loài thực vật có hoa trong họ Thiến thảo. Loài này được Cheek mô tả khoa học đầu tiên năm 2008.